# 비밀
비밀(秘密, 영어: Secret)은 정보를 일정한 그룹의 사람들 사이에 공유하는 것을 말한다. 되도록 적은 수의 사람들만이 알며, 다른 사람들에게는 숨기어 공개되지 않는다. 비밀은 또한 "우주의 비밀"과 같이 "밝혀지지 않은 속내"를 뜻하기도 한다. 유의어로 비사(祕史)라고도 하며 이는 세상에 드러나지 않은 역사를 의미한다.

## 종류
- 개인의 비밀
- 기술 보안
- 영업비밀
- 국가기밀
  - 공무기밀
  - 외교기밀
  - 군사기밀

## 같이 보기
- 기밀
- 간첩
- 밀수
- 사기
- 유출